# Luigi Antonio Lanzi
Luigi Lanzi (Treia, 14 giugno 1732 – Firenze, 31 marzo 1810) è stato un gesuita, archeologo e storico dell'arte italiano.

## Biografia
Nato a Montecchio, l'attuale Treia, Lanzi fu educato per diventare sacerdote. Fece i suoi primi studi nel collegio dei gesuiti di Fermo ed entrò nella Compagnia di Gesù il 23 ottobre 1749 a Roma. Ivi studiò retorica con il padre Raimondo Cunich, celebre grecista, tra il 1751 e il 1752 e si laureò in filosofia e teologia al Collegio romano (1763). Il 28 ottobre 1761 fu ordinato sacerdote. Dopo la soppressione della Compagnia di Gesù, nel 1775 fu chiamato dal granduca Pietro Leopoldo alla Galleria degli Uffizi a Firenze come vicedirettore ed antiquario.
Lanzi si dedicò soprattutto allo studio della pittura italiana e della storia e della lingua etrusca. Nel primo campo il frutto delle sue fatiche è rappresentato dalla monumentale Storia pittorica della Italia dal risorgimento delle belle arti fin presso al fine del XVIII secolo. La prima edizione dell'opera, che si occupa delle scuole fiorentina, senese, romana e napoletana, apparve nel 1792; poi l'autore pubblicò una seconda e infine la terza redazione dell'opera, rivedute e ampliate, tra il 1795 e il 1809. La Storia pittorica della Italia ebbe un enorme successo e fu tradotta in diverse lingue consacrando il Lanzi come padre della moderna storiografia artistica italiana.

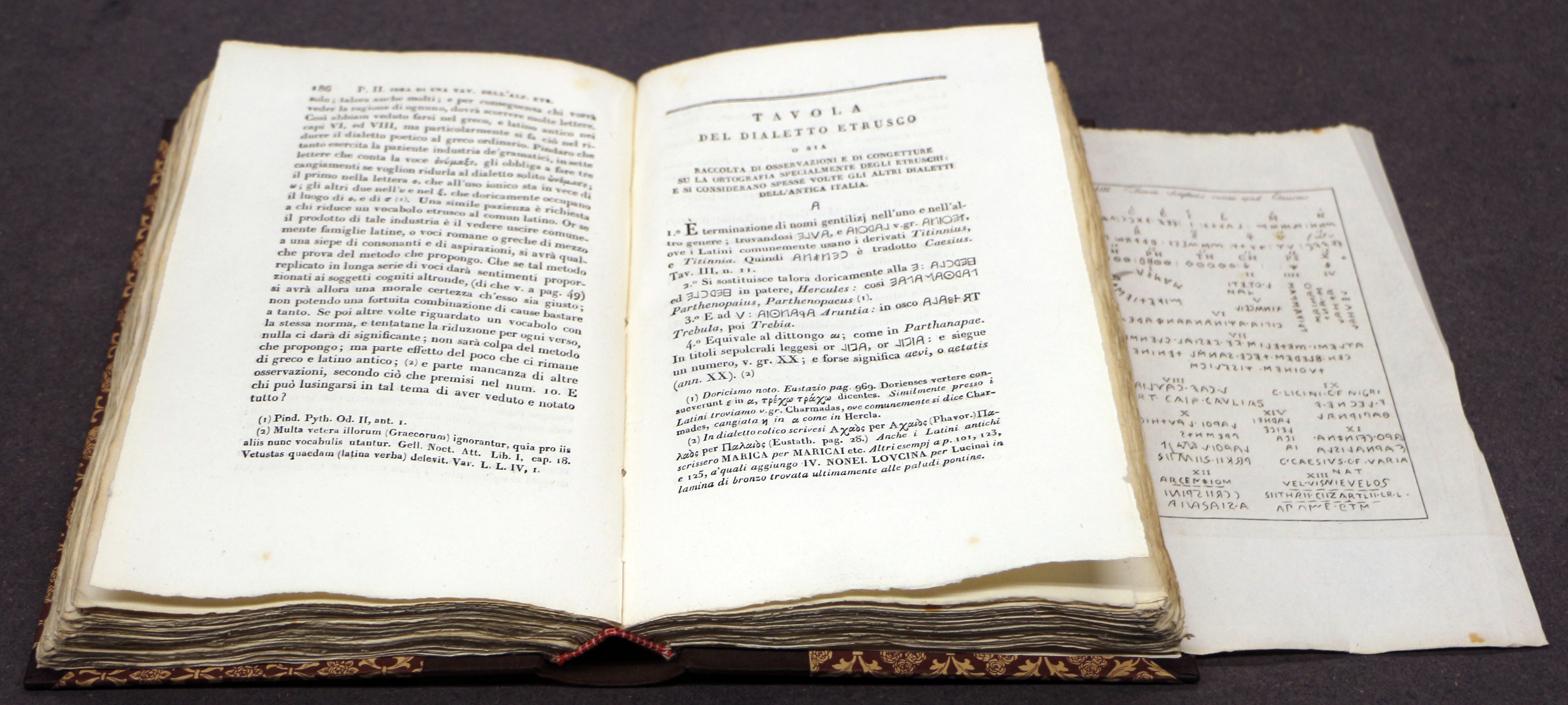
Saggio di lingua etrusca (1789)

Nell'ambito dell'etruscologia il suo lavoro principale fu il Saggio di lingua etrusca e di altre antiche d'Italia (1789). Importante è anche il saggio  Dei vasi antichi dipinti volgarmente chiamati Etruschi (1806) in cui Lanzi dimostrò la che l'arte etrusca deriva da quella greca.
Scopo del Saggio di lingua etrusca è dimostrare che l'Etrusco è imparentato con le lingue dei popoli vicini: Romani, Umbri, Osci e Greci. Nell'opera Lanzi svolge un'analisi ad ampio spettro sulla cultura, l'arte e la civiltà degli Etruschi e degli antichi popoli dell'Italia centrale e meridionale. Le sue considerazioni sui vari stili della scultura antica pubblicate in appendice al Saggio di lingua Etrusca, derivano da uno studio minuzioso della collezione medicea, trasferita in quegli anni dalla Villa Medici di Roma a Firenze. I meriti di Lanzi nel campo della filologia e dell'archeologia etrusca ne hanno fatto uno dei fondatori della moderna etruscologia. Secondo il Corssen  (Ueber die Sprache der Etrusker, I. p. VI.) il Saggio di lingua etrusca ha dato inizio ad una nuova era degli studi etruschi anticipando di quasi tre decenni il Die Etrusker di Karl Otfried Müller (1828).
Tra le sue altre opere si trova un'edizione critica delle Opere e i Giorni di Esiodo, con un prezioso apparato di note e una traduzione in terza rima. Iniziata nel 1785, l'edizione fu completata e pubblicata nel 1808. Eletto presidente dell'Accademia della Crusca, Lanzi sottopose alla censura di essa la sua traduzione e illustrazione di Esiodo, che la Crusca dichiarò testo di lingua. Furono invece pubblicate postume la raccolta delle sue traduzioni delle poesie caste di Catullo e degli Idilli e della Zampogna di Teocrito, e la sua traduzione della Chioma di Berenice nelle versioni di Callimaco e di Catullo.
Morì a Firenze ed è sepolto nella Basilica di Santa Croce, ai piedi di Michelangelo.

## Opere

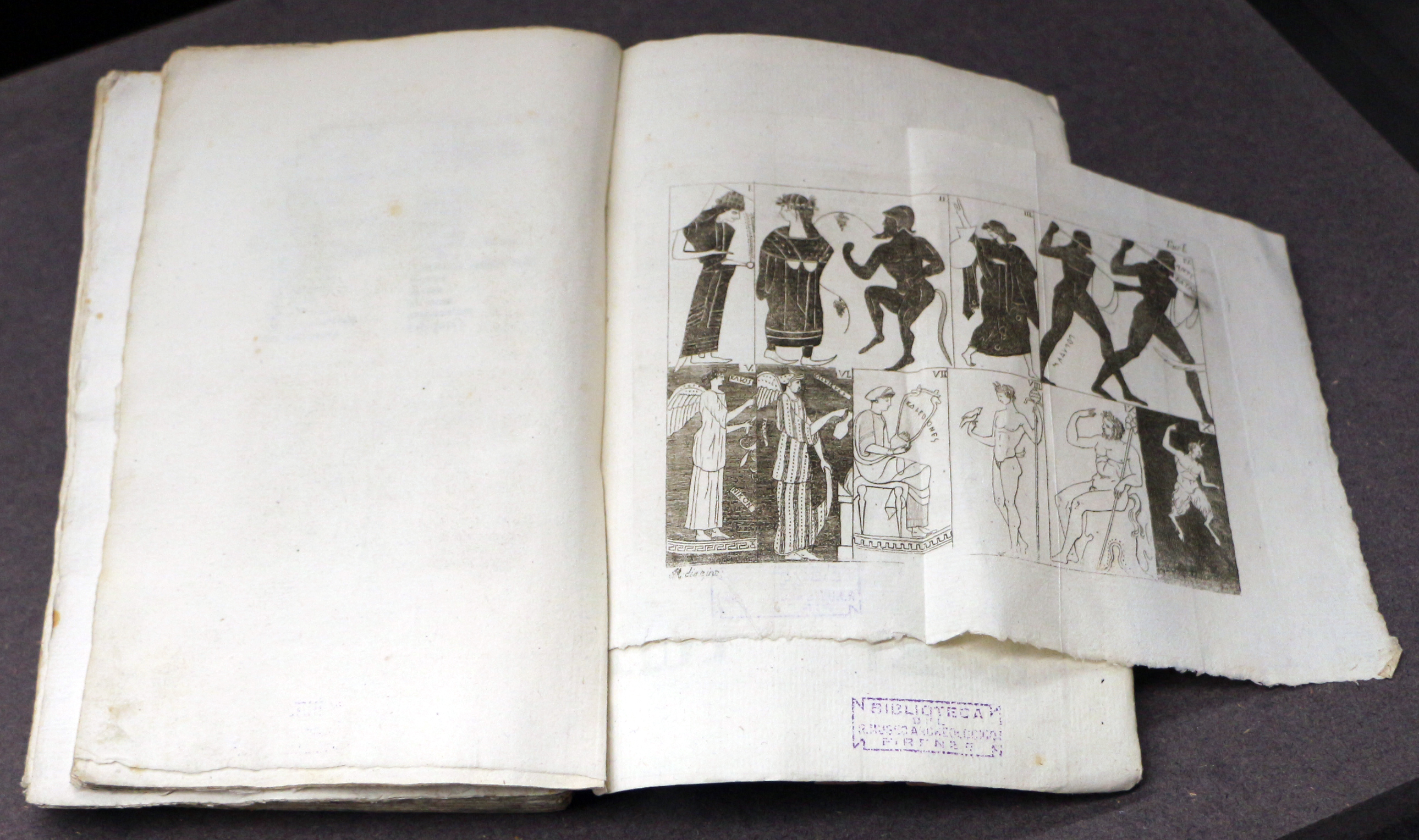
Illustrazione tratta dal De' vasi antichi dipinti, volgarmente chiamati etruschi (1806)

- Saggio di lingua etrusca e di altre antiche d’Italia per servire alla storia de’ popoli, delle lingue e delle belle arti, Roma, Pagliarini, 1789;
- Luigi Lanzi, Viaggio del 1783 per la Toscana Superiore, per l’Umbria, per la Marca, per la Romagna, pittori veduti, antichità trovatevi, a cura di Costanza Costanzi, Venezia, Marsilio, 2003, Isbn 88-317-8206-1
- Dissertazione sopra una urnetta toscanica e difesa del Saggio di lingua etrusca, «Memorie per servire alla storia letteraria e civile», (1799) luglio-agosto, 39-61; settembre-ottobre, 75-98; novembre-dicembre, 5-22;
- Elogio del P.D. Francesco Maria Stella Barnabita, «Memorie per servire alla storia letteraria e civile», 1799 (novembre-dicembre), 83-85;
- Elogio del P.D. Angelo Maria Cortenovis chierico regolare della Congregazione di San Paolo, «Memorie per servire alla storia letteraria e civile», (1800) luglio-agosto, 90-106;
- Elogio del P.D. Angelo Maria Cortenovis chierico regolare della Congregazione di San Paolo, Udine, Pecile, 1801;
- Serie di pitture copiate da tredici vasi antichi detti volgarmente etruschi, esposte con illustrazioni in italiano e francese, Venezia, Remondini, 1801;
- Luigi Antonio Lanzi, De' vasi antichi dipinti volgarmente chiamati etruschi: Dissertazioni tre, Firenze, presso Giuseppe Fantosini, 1806. URL consultato il 29 maggio 2019.
- Luigi Antonio Lanzi, Ἡσιόδου τοῦ Ἀσκραίου Ἔργα καὶ ἡμέραι Hesiodi Ascraei opera et dies di Esiodo Ascreo i lavori e le giornate opera ... con annotazioni, Firenze, nella stamperia Carli e C°., 1808. URL consultato il 29 maggio 2019.

### Edizioni dellaStoria pittorica della Italia
- Storia pittorica della Italia, I ed., 1792; II redazione, voll. I-II, Bassano del Grappa, Remondini, 1795-1796.
- Storia pittorica della Italia. Dal risorgimento delle belle arti fin presso al fine del XVIII secolo, III redazione aumentata, voll. I-VI, Bassano del Grappa, Remondini, 1809.
- (FR)  Histoire de la peinture en Italie, depuis la renaissance des beaux-arts, jusques vers la fin du XVIIIe siècle par l'abbé Lanzi...; trad. de l'italien sur la 3e éd., par Mme Armande Dieudé Paris: chez H. Seguin et Dufart, 1824. 5 vol.
- (EN)  The History of Painting in Italy, from the Period of the Revival of the Fine Arts to the End of the Eighteenth Century, Translated from the original Italian of the Abate Luigi Lanzi, by Thomas Roscoe. 6 vols. 8vo., London, Simpkin and Marshall, 1828.
- (DE)  Geschichte der Malerei in Italien, vom Wiederaufleben der Kunst bis Ende des 18. Jahrhunderts, 3 Bände, Leipzig: Johann Ambrosius Barth 1830, Herausgeber Adolph Wagner, Übersetzung und Kommentar J. G. von Quandt.
- Storia pittorica dell'Italia dal risorgimento delle belle arti fin presso al fine del XVIII secolo, 3 voll., a cura di Martino Capucci, caratteri tipografici di Giovanni Mardersteig, Firenze, Sansoni-SPES, 1968-1974.
- Storia pittorica della Italia dal risorgimento delle belle arti fin presso al fine del XVIII secolo, 2 voll., a cura di Paolo Pastres, saggio introduttivo di Massimiliano Rossi,[11] Collezione I Millenni, Torino, Einaudi, 2022, ISBN 978-88-062-5118-5.